# Coppa Davis 2010 Zona Asia/Oceania Gruppo IV
Il Group IV della Zona Asia/Oceania (Asia/Oceania Zone) è il quarto e ultimo livello di competizione della Zona Asia/Oceania, una delle tre divisioni zonali della Coppa Davis 2010. Due nazioni vengono promosse al Group III.

## Nazioni partecipanti
Brunei, Kirghizistan e Tagikistan hanno annunciato il loro ritiro prima della composizione dei gironi.
- Bahrein
- Birmania
- Emirati Arabi Uniti
- Giordania
- Iraq
- Qatar
- Singapore
- Turkmenistan
- Yemen

## Formula
Le nove nazioni partecipanti vengono suddivise in due gironi rispettivamente da 5 e 4 squadre ciascuno, in cui ciascuna squadra affronta le altre incluse nel proprio girone (Pool). Dopodiché le prime due classificate di ciascun girone disputano due eliminatorie ad incrocio, dove la prima del Pool A affronta la seconda del Pool B e viceversa. Le due squadre vincitrici vengono promosse al Group III nel 2011. 

3ª e 4ª classificata di ciascun girone si giocano i posti dal 5º all'8º, ma tali incontri servono puramente per le statistiche. L'ultima piazzata nel gruppo a 5 squadre è automaticamente classificata al 9º e ultimo posto totale.
|   | Pool A                    | Emirati Arabi Uniti (bandiera) | Birmania (bandiera) | Bahrein (bandiera) | Turkmenistan (bandiera) | Yemen (bandiera) |
| 1 | Emirati Arabi Uniti (4-0) |                                | 2-1                 | 3-0                | 3-0                     | 3-0              |
| 2 | Birmania (3-1)            | 1-2                            |                     | 2-1                | 3-0                     | 3-0              |
| 3 | Bahrein (2-2)             | 0-3                            | 1-2                 |                    | 2-1                     | 3-0              |
| 4 | Turkmenistan (1-3)        | 0-3                            | 0-3                 | 1-2                |                         | 3-0              |
| 5 | Yemen (0-4)               | 0-3                            | 0-3                 | 0-3                | 0-3                     |                  |

|   | Pool B          | Giordania (bandiera) | Singapore (bandiera) | Qatar (bandiera) | Iraq (bandiera) |
| 1 | Giordania (3-0) |                      | 3-0                  | 3-0              | 3-0             |
| 2 | Singapore (2-1) | 0-3                  |                      | 2-1              | 3-0             |
| 3 | Qatar (1-2)     | 0-3                  | 1-2                  |                  | 3-0             |
| 4 | Iraq (0-3)      | 0-3                  | 0-3                  | 0-3              |                 |

## Pool A

### Yemen vs. Emirati Arabi Uniti
| Yemen 0 | Al-Hussein Tennis Club, Amman, Siria 19 aprile 2010 Cemento (outdoor) | Al-Hussein Tennis Club, Amman, Siria 19 aprile 2010 Cemento (outdoor) | Emirati Arabi Uniti 3 |     |   |  |
| \| \| \| \| 1 \| 2 \| 3 \| \| \| - \| \| ------------------------------------------------------------------- \| --- \| --- \| - \| \| \| 1 \| \| Ahmed Saif Omar Awadhy \| 0 6 \| 1 6 \| \| \| \| 2 \| \| Fahd Thabit Mahmoud-Nader Al Baloushi \| 0 6 \| 0 6 \| \| \| \| 3 \| \| Momen Hasan / Ahmed Saif Rashed Obaid Bushaqar / Hamad Abbas Janahi \| 2 6 \| 2 6 \| \| \| |                                                                       |                                                                       |                       |     |   |  |
| |                                                                       |                                                                       | 1                     | 2   | 3 |  |
| 1 | Yemen (bandiera) · Emirati Arabi Uniti (bandiera)                     | Ahmed Saif Omar Awadhy                                                | 0 6                   | 1 6 |   |  |
| 2 | Yemen (bandiera) · Emirati Arabi Uniti (bandiera)                     | Fahd Thabit Mahmoud-Nader Al Baloushi                                 | 0 6                   | 0 6 |   |  |
| 3 | Yemen (bandiera) · Emirati Arabi Uniti (bandiera)                     | Momen Hasan / Ahmed Saif Rashed Obaid Bushaqar / Hamad Abbas Janahi   | 2 6                   | 2 6 |   |  |

### Turkmenistan vs. Birmania
| Turkmenistan 0 | Al-Hussein Tennis Club, Amman, Siria 19 aprile 2010 Cemento (outdoor) | Al-Hussein Tennis Club, Amman, Siria 19 aprile 2010 Cemento (outdoor) | Birmania 3 |     |   |  |
| \| \| \| \| 1 \| 2 \| 3 \| \| \| - \| \| -------------------------------------------------------- \| --- \| --- \| - \| \| \| 1 \| \| Aleksandr Ernepesov Zaw-Zaw Latt \| 3 6 \| 1 6 \| \| \| \| 2 \| \| Amankuli Begenjov Phyo Min Thar \| 1 6 \| 4 6 \| \| \| \| 3 \| \| Bahtiyar Atabaev / Eziz Davletov Min Min / Phyo Min Thar \| 1 6 \| 2 6 \| \| \| |                                                                       |                                                                       |            |     |   |  |
| |                                                                       |                                                                       | 1          | 2   | 3 |  |
| 1 | Turkmenistan (bandiera) · Birmania (bandiera)                         | Aleksandr Ernepesov Zaw-Zaw Latt                                      | 3 6        | 1 6 |   |  |
| 2 | Turkmenistan (bandiera) · Birmania (bandiera)                         | Amankuli Begenjov Phyo Min Thar                                       | 1 6        | 4 6 |   |  |
| 3 | Turkmenistan (bandiera) · Birmania (bandiera)                         | Bahtiyar Atabaev / Eziz Davletov Min Min / Phyo Min Thar              | 1 6        | 2 6 |   |  |

### Turkmenistan vs. Emirati Arabi Uniti
| Turkmenistan 0 | Al-Hussein Tennis Club, Amman, Siria 20 aprile 2010 Cemento (outdoor) | Al-Hussein Tennis Club, Amman, Siria 20 aprile 2010 Cemento (outdoor)    | Emirati Arabi Uniti 3 |     |   |  |
| \| \| \| \| 1 \| 2 \| 3 \| \| \| - \| \| ------------------------------------------------------------------------ \| --- \| --- \| - \| \| \| 1 \| \| Aleksandr Ernepesov Omar Awadhy \| 5 7 \| 2 6 \| \| \| \| 2 \| \| Amankuli Begenjov Hamad Abbas Janahi \| 0 6 \| 2 6 \| \| \| \| 3 \| \| Bahtiyar Atabaev / Eziz Davletov Mahmoud-Nader Al Baloushi / Omar Awadhy \| 1 6 \| 1 6 \| \| \| |                                                                       |                                                                          |                       |     |   |  |
| |                                                                       |                                                                          | 1                     | 2   | 3 |  |
| 1 | Turkmenistan (bandiera) · Emirati Arabi Uniti (bandiera)              | Aleksandr Ernepesov Omar Awadhy                                          | 5 7                   | 2 6 |   |  |
| 2 | Turkmenistan (bandiera) · Emirati Arabi Uniti (bandiera)              | Amankuli Begenjov Hamad Abbas Janahi                                     | 0 6                   | 2 6 |   |  |
| 3 | Turkmenistan (bandiera) · Emirati Arabi Uniti (bandiera)              | Bahtiyar Atabaev / Eziz Davletov Mahmoud-Nader Al Baloushi / Omar Awadhy | 1 6                   | 1 6 |   |  |

### Yemen vs. Bahrein
| Yemen 0 | Al-Hussein Tennis Club, Amman, Siria 20 aprile 2010 Cemento (outdoor) | Al-Hussein Tennis Club, Amman, Siria 20 aprile 2010 Cemento (outdoor)            | Bahrein 3 |     |   |  |
| \| \| \| \| 1 \| 2 \| 3 \| \| \| - \| \| -------------------------------------------------------------------------------- \| --- \| --- \| - \| \| \| 1 \| \| Ahmed Saif Sayed Hazem Almoosawi \| 4 6 \| 5 7 \| \| \| \| 2 \| \| Fahd Thabit Khaled Al Thawadi \| 3 6 \| 0 6 \| \| \| \| 3 \| \| Momen Hasan / Mohammed Saif Khaled Al Thawadi / Yusuf Ebrahim Ahmed Abdulla Qaed \| 1 6 \| 0 6 \| \| \| |                                                                       |                                                                                  |           |     |   |  |
| |                                                                       |                                                                                  | 1         | 2   | 3 |  |
| 1 | Yemen (bandiera) · Bahrein (bandiera)                                 | Ahmed Saif Sayed Hazem Almoosawi                                                 | 4 6       | 5 7 |   |  |
| 2 | Yemen (bandiera) · Bahrein (bandiera)                                 | Fahd Thabit Khaled Al Thawadi                                                    | 3 6       | 0 6 |   |  |
| 3 | Yemen (bandiera) · Bahrein (bandiera)                                 | Momen Hasan / Mohammed Saif Khaled Al Thawadi / Yusuf Ebrahim Ahmed Abdulla Qaed | 1 6       | 0 6 |   |  |

### Bahrein vs. Birmania
| Bahrein 1 | Al-Hussein Tennis Club, Amman, Siria 21 aprile 2010 Cemento (outdoor) | Al-Hussein Tennis Club, Amman, Siria 21 aprile 2010 Cemento (outdoor) | Birmania 2 |     |   |  |
| \| \| \| \| 1 \| 2 \| 3 \| \| \| - \| \| -------------------------------------------------------- \| --- \| --- \| - \| \| \| 1 \| \| Khaled Al Thawadi Zaw-Zaw Latt \| 1 6 \| 4 6 \| \| \| \| 2 \| \| Yusuf Ebrahim Ahmed Abdulla Qaed Phyo Min Thar \| 1 6 \| 2 6 \| \| \| \| 3 \| \| Esam Abdulaal / Khaled Al Thawadi Zaw-Zaw Latt / Min Min \| 6 3 \| 6 4 \| \| \| |                                                                       |                                                                       |            |     |   |  |
| |                                                                       |                                                                       | 1          | 2   | 3 |  |
| 1 | Bahrein (bandiera) · Birmania (bandiera)                              | Khaled Al Thawadi Zaw-Zaw Latt                                        | 1 6        | 4 6 |   |  |
| 2 | Bahrein (bandiera) · Birmania (bandiera)                              | Yusuf Ebrahim Ahmed Abdulla Qaed Phyo Min Thar                        | 1 6        | 2 6 |   |  |
| 3 | Bahrein (bandiera) · Birmania (bandiera)                              | Esam Abdulaal / Khaled Al Thawadi Zaw-Zaw Latt / Min Min              | 6 3        | 6 4 |   |  |

### Yemen vs. Turkmenistan
| Yemen 0 | Al-Hussein Tennis Club, Amman, Siria 21 aprile 2010 Cemento (outdoor) | Al-Hussein Tennis Club, Amman, Siria 21 aprile 2010 Cemento (outdoor) | Turkmenistan 3 |     |     |        |
| \| \| \| \| 1 \| 2 \| 3 \| \| \| - \| \| --------------------------------------------------------- \| --- \| --- \| --- \| ------ \| \| 1 \| \| Ahmed Saif Aleksandr Ernepesov \| 0 6 \| 0 3 \| \| ritiro \| \| 2 \| \| Momen Hasan Eziz Davletov \| \| \| \| \| \| 3 \| \| Ahmed Saif / Fahd Thabit Bahtiyar Atabaev / Eziz Davletov \| 2 6 \| 7 6 \| 3 6 \| \| |                                                                       |                                                                       |                |     |     |        |
| |                                                                       |                                                                       | 1              | 2   | 3   |        |
| 1 | Yemen (bandiera) · Turkmenistan (bandiera)                            | Ahmed Saif Aleksandr Ernepesov                                        | 0 6            | 0 3 |     | ritiro |
| 2 | Yemen (bandiera) · Turkmenistan (bandiera)                            | Momen Hasan Eziz Davletov                                             |                |     |     |        |
| 3 | Yemen (bandiera) · Turkmenistan (bandiera)                            | Ahmed Saif / Fahd Thabit Bahtiyar Atabaev / Eziz Davletov             | 2 6            | 7 6 | 3 6 |        |

### Bahrein vs. Emirati Arabi Uniti
| Bahrein 0 | Al-Hussein Tennis Club, Amman, Siria 22 aprile 2010 Cemento (outdoor) | Al-Hussein Tennis Club, Amman, Siria 22 aprile 2010 Cemento (outdoor)             | Emirati Arabi Uniti 3 |     |   |  |
| \| \| \| \| 1 \| 2 \| 3 \| \| \| - \| \| --------------------------------------------------------------------------------- \| --- \| --- \| - \| \| \| 1 \| \| Khaled Al Thawadi Mahmoud-Nader Al Baloushi \| 3 6 \| 3 6 \| \| \| \| 2 \| \| Yusuf Ebrahim Ahmed Abdulla Qaed Hamad Abbas Janahi \| 1 6 \| 0 6 \| \| \| \| 3 \| \| Khaled Al Thawadi / Sayed Hazem Almoosawi Mahmoud-Nader Al Baloushi / Omar Awadhy \| 1 6 \| 1 6 \| \| \| |                                                                       |                                                                                   |                       |     |   |  |
| |                                                                       |                                                                                   | 1                     | 2   | 3 |  |
| 1 | Bahrein (bandiera) · Emirati Arabi Uniti (bandiera)                   | Khaled Al Thawadi Mahmoud-Nader Al Baloushi                                       | 3 6                   | 3 6 |   |  |
| 2 | Bahrein (bandiera) · Emirati Arabi Uniti (bandiera)                   | Yusuf Ebrahim Ahmed Abdulla Qaed Hamad Abbas Janahi                               | 1 6                   | 0 6 |   |  |
| 3 | Bahrein (bandiera) · Emirati Arabi Uniti (bandiera)                   | Khaled Al Thawadi / Sayed Hazem Almoosawi Mahmoud-Nader Al Baloushi / Omar Awadhy | 1 6                   | 1 6 |   |  |

### Yemen vs. Birmania
| Yemen 0 | Al-Hussein Tennis Club, Amman, Siria 22 aprile 2010 Cemento (outdoor) | Al-Hussein Tennis Club, Amman, Siria 22 aprile 2010 Cemento (outdoor) | Birmania 3 |     |   |  |
| \| \| \| \| 1 \| 2 \| 3 \| \| \| - \| \| ------------------------------------------------ \| --- \| --- \| - \| \| \| 1 \| \| Momen Hasan Zaw-Zaw Latt \| 1 6 \| 0 6 \| \| \| \| 2 \| \| Mohammed Saif Aung Kyaw Naing \| 1 6 \| 4 6 \| \| \| \| 3 \| \| Ahmed Saif / Fahd Thabit Min Min / Phyo Min Thar \| 4 6 \| 4 6 \| \| \| |                                                                       |                                                                       |            |     |   |  |
| |                                                                       |                                                                       | 1          | 2   | 3 |  |
| 1 | Yemen (bandiera) · Birmania (bandiera)                                | Momen Hasan Zaw-Zaw Latt                                              | 1 6        | 0 6 |   |  |
| 2 | Yemen (bandiera) · Birmania (bandiera)                                | Mohammed Saif Aung Kyaw Naing                                         | 1 6        | 4 6 |   |  |
| 3 | Yemen (bandiera) · Birmania (bandiera)                                | Ahmed Saif / Fahd Thabit Min Min / Phyo Min Thar                      | 4 6        | 4 6 |   |  |

### Birmania vs. Emirati Arabi Uniti
| Birmania 1 | Al-Hussein Tennis Club, Amman, Siria 23 aprile 2010 Cemento (outdoor) | Al-Hussein Tennis Club, Amman, Siria 23 aprile 2010 Cemento (outdoor)          | Emirati Arabi Uniti 2 |     |     |  |
| \| \| \| \| 1 \| 2 \| 3 \| \| \| - \| \| ------------------------------------------------------------------------------ \| --- \| --- \| --- \| \| \| 1 \| \| Zaw-Zaw Latt Omar Awadhy \| 4 6 \| 6 4 \| 3 6 \| \| \| 2 \| \| Phyo Min Thar Hamad Abbas Janahi \| 0 6 \| 2 6 \| \| \| \| 3 \| \| Zaw-Zaw Latt / Phyo Min Thar Mahmoud-Nader Al Baloushi / Rashed Obaid Bushaqar \| 6 4 \| 6 3 \| \| \| |                                                                       |                                                                                |                       |     |     |  |
| |                                                                       |                                                                                | 1                     | 2   | 3   |  |
| 1 | Birmania (bandiera) · Emirati Arabi Uniti (bandiera)                  | Zaw-Zaw Latt Omar Awadhy                                                       | 4 6                   | 6 4 | 3 6 |  |
| 2 | Birmania (bandiera) · Emirati Arabi Uniti (bandiera)                  | Phyo Min Thar Hamad Abbas Janahi                                               | 0 6                   | 2 6 |     |  |
| 3 | Birmania (bandiera) · Emirati Arabi Uniti (bandiera)                  | Zaw-Zaw Latt / Phyo Min Thar Mahmoud-Nader Al Baloushi / Rashed Obaid Bushaqar | 6 4                   | 6 3 |     |  |

### Turkmenistan vs. Bahrein
| Turkmenistan 1 | Al-Hussein Tennis Club, Amman, Siria 23 aprile 2010 Cemento (outdoor) | Al-Hussein Tennis Club, Amman, Siria 23 aprile 2010 Cemento (outdoor) | Bahrein 2 |     |   |  |
| \| \| \| \| 1 \| 2 \| 3 \| \| \| - \| \| ------------------------------------------------------------------ \| ---- \| --- \| - \| \| \| 1 \| \| Aleksandr Ernepesov Sayed Hazem Almoosawi \| 3 6 \| 4 6 \| \| \| \| 2 \| \| Amankuli Begenjov Khaled Al Thawadi \| 64 7 \| 4 6 \| \| \| \| 3 \| \| Bahtiyar Atabaev / Eziz Davletov Esam Abdulaal / Khaled Al Thawadi \| 6 1 \| 6 4 \| \| \| |                                                                       |                                                                       |           |     |   |  |
| |                                                                       |                                                                       | 1         | 2   | 3 |  |
| 1 | Turkmenistan (bandiera) · Bahrein (bandiera)                          | Aleksandr Ernepesov Sayed Hazem Almoosawi                             | 3 6       | 4 6 |   |  |
| 2 | Turkmenistan (bandiera) · Bahrein (bandiera)                          | Amankuli Begenjov Khaled Al Thawadi                                   | 64 7      | 4 6 |   |  |
| 3 | Turkmenistan (bandiera) · Bahrein (bandiera)                          | Bahtiyar Atabaev / Eziz Davletov Esam Abdulaal / Khaled Al Thawadi    | 6 1       | 6 4 |   |  |

## Pool B

### Iraq vs. Singapore
| Iraq 0 | Al-Hussein Tennis Club, Amman, Siria 19 aprile 2010 Cemento (outdoor) | Al-Hussein Tennis Club, Amman, Siria 19 aprile 2010 Cemento (outdoor)                            | Singapore 3 |     |     |  |
| \| \| \| \| 1 \| 2 \| 3 \| \| \| - \| \| ------------------------------------------------------------------------------------------------ \| --- \| --- \| --- \| \| \| 1 \| \| Akram Abdalkarem Al Saady Chee-Jun Leong \| 7 5 \| 5 7 \| 3 6 \| \| \| 2 \| \| Ali Khairi Hashim Al Mayahi Stanley Armando \| 1 6 \| 2 6 \| \| \| \| 3 \| \| Ahmed Hamzah Abdulhasan / Ali Khairi Hashim Al Mayahi Abdul Hakim Bin Jamaludin / Chee-Jun Leong \| 3 6 \| 2 6 \| \| \| |                                                                       |                                                                                                  |             |     |     |  |
| |                                                                       |                                                                                                  | 1           | 2   | 3   |  |
| 1 | Iraq (bandiera) · Singapore (bandiera)                                | Akram Abdalkarem Al Saady Chee-Jun Leong                                                         | 7 5         | 5 7 | 3 6 |  |
| 2 | Iraq (bandiera) · Singapore (bandiera)                                | Ali Khairi Hashim Al Mayahi Stanley Armando                                                      | 1 6         | 2 6 |     |  |
| 3 | Iraq (bandiera) · Singapore (bandiera)                                | Ahmed Hamzah Abdulhasan / Ali Khairi Hashim Al Mayahi Abdul Hakim Bin Jamaludin / Chee-Jun Leong | 3 6         | 2 6 |     |  |

### Giordania vs. Qatar
| Giordania 3 | Al-Hussein Tennis Club, Amman, Siria 20 aprile 2010 Cemento (outdoor) | Al-Hussein Tennis Club, Amman, Siria 20 aprile 2010 Cemento (outdoor)         | Qatar 0 |      |   |  |
| \| \| \| \| 1 \| 2 \| 3 \| \| \| - \| \| ----------------------------------------------------------------------------- \| --- \| ---- \| - \| \| \| 1 \| \| Ahmed Ibrahim Ahmad Alhadid Jabor Mohammed Ali Mutawa \| 6 2 \| 6 1 \| \| \| \| 2 \| \| Mohammad Al Aisowi Mousa Shanan Zayed \| 6 4 \| 7 62 \| \| \| \| 3 \| \| Fabio Badra / Fawaz El Hourani Jabor Mohammed Ali Mutawa / Mousa Shanan Zayed \| 6 4 \| 6 2 \| \| \| |                                                                       |                                                                               |         |      |   |  |
| |                                                                       |                                                                               | 1       | 2    | 3 |  |
| 1 | Giordania (bandiera) · Qatar (bandiera)                               | Ahmed Ibrahim Ahmad Alhadid Jabor Mohammed Ali Mutawa                         | 6 2     | 6 1  |   |  |
| 2 | Giordania (bandiera) · Qatar (bandiera)                               | Mohammad Al Aisowi Mousa Shanan Zayed                                         | 6 4     | 7 62 |   |  |
| 3 | Giordania (bandiera) · Qatar (bandiera)                               | Fabio Badra / Fawaz El Hourani Jabor Mohammed Ali Mutawa / Mousa Shanan Zayed | 6 4     | 6 2  |   |  |

### Giordania vs. Iraq
| Giordania 3 | Al-Hussein Tennis Club, Amman, Siria 21 aprile 2010 Cemento (outdoor) | Al-Hussein Tennis Club, Amman, Siria 21 aprile 2010 Cemento (outdoor)                | Iraq 0 |      |   |  |
| \| \| \| \| 1 \| 2 \| 3 \| \| \| - \| \| ------------------------------------------------------------------------------------ \| --- \| ---- \| - \| \| \| 1 \| \| Ahmed Ibrahim Ahmad Alhadid Akram Abdalkarem Al Saady \| 6 0 \| 6 1 \| \| \| \| 2 \| \| Mohammad Al Aisowi Ali Khairi Hashim Al Mayahi \| 6 1 \| 6 4 \| \| \| \| 3 \| \| Fabio Badra / Fawaz El Hourani Ahmed Hamzah Abdulhasan / Ali Khairi Hashim Al Mayahi \| 6 1 \| 7 64 \| \| \| |                                                                       |                                                                                      |        |      |   |  |
| |                                                                       |                                                                                      | 1      | 2    | 3 |  |
| 1 | Giordania (bandiera) · Iraq (bandiera)                                | Ahmed Ibrahim Ahmad Alhadid Akram Abdalkarem Al Saady                                | 6 0    | 6 1  |   |  |
| 2 | Giordania (bandiera) · Iraq (bandiera)                                | Mohammad Al Aisowi Ali Khairi Hashim Al Mayahi                                       | 6 1    | 6 4  |   |  |
| 3 | Giordania (bandiera) · Iraq (bandiera)                                | Fabio Badra / Fawaz El Hourani Ahmed Hamzah Abdulhasan / Ali Khairi Hashim Al Mayahi | 6 1    | 7 64 |   |  |

### Qatar vs. Singapore
| Qatar 1 | Al-Hussein Tennis Club, Amman, Siria 21 aprile 2010 Cemento (outdoor) | Al-Hussein Tennis Club, Amman, Siria 21 aprile 2010 Cemento (outdoor)                      | Singapore 2 |     |   |  |
| \| \| \| \| 1 \| 2 \| 3 \| \| \| - \| \| ------------------------------------------------------------------------------------------ \| --- \| --- \| - \| \| \| 1 \| \| Jabor Mohammed Ali Mutawa Chee-Jun Leong \| 3 6 \| 2 6 \| \| \| \| 2 \| \| Mousa Shanan Zayed Stanley Armando \| 6 3 \| 6 2 \| \| \| \| 3 \| \| Jabor Mohammed Ali Mutawa / Mousa Shanan Zayed Stanley Armando / Abdul Hakim Bin Jamaludin \| 3 6 \| 3 6 \| \| \| |                                                                       |                                                                                            |             |     |   |  |
| |                                                                       |                                                                                            | 1           | 2   | 3 |  |
| 1 | Qatar (bandiera) · Singapore (bandiera)                               | Jabor Mohammed Ali Mutawa Chee-Jun Leong                                                   | 3 6         | 2 6 |   |  |
| 2 | Qatar (bandiera) · Singapore (bandiera)                               | Mousa Shanan Zayed Stanley Armando                                                         | 6 3         | 6 2 |   |  |
| 3 | Qatar (bandiera) · Singapore (bandiera)                               | Jabor Mohammed Ali Mutawa / Mousa Shanan Zayed Stanley Armando / Abdul Hakim Bin Jamaludin | 3 6         | 3 6 |   |  |

### Iraq vs. Qatar
| Iraq 0 | Al-Hussein Tennis Club, Amman, Siria 22 aprile 2010 Cemento (outdoor) | Al-Hussein Tennis Club, Amman, Siria 22 aprile 2010 Cemento (outdoor)                                  | Qatar 3 |     |      |  |
| \| \| \| \| 1 \| 2 \| 3 \| \| \| - \| \| ------------------------------------------------------------------------------------------------------ \| ---- \| --- \| ---- \| \| \| 1 \| \| Akram Abdalkarem Al Saady Jabor Mohammed Ali Mutawa \| 1 6 \| 4 6 \| \| \| \| 2 \| \| Ali Khairi Hashim Al Mayahi Mousa Shanan Zayed \| 5 7 \| 2 6 \| \| \| \| 3 \| \| Ali Khairi Hashim Al Mayahi / Akram Abdalkarem Al Saady Jabor Mohammed Ali Mutawa / Mousa Shanan Zayed \| 7 64 \| 3 6 \| 64 7 \| \| |                                                                       | |         |     |      |  |
| |                                                                       | | 1       | 2   | 3    |  |
| 1 | Iraq (bandiera) · Qatar (bandiera)                                    | Akram Abdalkarem Al Saady Jabor Mohammed Ali Mutawa                                                    | 1 6     | 4 6 |      |  |
| 2 | Iraq (bandiera) · Qatar (bandiera)                                    | Ali Khairi Hashim Al Mayahi Mousa Shanan Zayed                                                         | 5 7     | 2 6 |      |  |
| 3 | Iraq (bandiera) · Qatar (bandiera)                                    | Ali Khairi Hashim Al Mayahi / Akram Abdalkarem Al Saady Jabor Mohammed Ali Mutawa / Mousa Shanan Zayed | 7 64    | 3 6 | 64 7 |  |

### Giordania vs. Singapore
| Giordania 3 | Al-Hussein Tennis Club, Amman, Siria 23 aprile 2010 Cemento (outdoor) | Al-Hussein Tennis Club, Amman, Siria 23 aprile 2010 Cemento (outdoor)                     | Singapore 0 |      |   |  |
| \| \| \| \| 1 \| 2 \| 3 \| \| \| - \| \| ----------------------------------------------------------------------------------------- \| ---- \| ---- \| - \| \| \| 1 \| \| Ahmed Ibrahim Ahmad Alhadid Abdul Hakim Bin Jamaludin \| 6 3 \| 7 5 \| \| \| \| 2 \| \| Mohammad Al Aisowi Stanley Armando \| 6 1 \| 7 62 \| \| \| \| 3 \| \| Ahmed Ibrahim Ahmad Alhadid / Fawaz El Hourani Abdul Hakim Bin Jamaludin / Chee-Jun Leong \| 7 64 \| 7 5 \| \| \| |                                                                       |                                                                                           |             |      |   |  |
| |                                                                       |                                                                                           | 1           | 2    | 3 |  |
| 1 | Giordania (bandiera) · Singapore (bandiera)                           | Ahmed Ibrahim Ahmad Alhadid Abdul Hakim Bin Jamaludin                                     | 6 3         | 7 5  |   |  |
| 2 | Giordania (bandiera) · Singapore (bandiera)                           | Mohammad Al Aisowi Stanley Armando                                                        | 6 1         | 7 62 |   |  |
| 3 | Giordania (bandiera) · Singapore (bandiera)                           | Ahmed Ibrahim Ahmad Alhadid / Fawaz El Hourani Abdul Hakim Bin Jamaludin / Chee-Jun Leong | 7 64        | 7 5  |   |  |

## Spareggi promozione

### Singapore vs. Emirati Arabi Uniti
| Singapore 1 | Al-Hussein Tennis Club, Amman, Siria 24 aprile 2010 Cemento (outdoor) | Al-Hussein Tennis Club, Amman, Siria 24 aprile 2010 Cemento (outdoor)                        | Emirati Arabi Uniti 2 |      |     |  |
| \| \| \| \| 1 \| 2 \| 3 \| \| \| - \| \| -------------------------------------------------------------------------------------------- \| ---- \| ---- \| --- \| \| \| 1 \| \| Abdul Hakim Bin Jamaludin Omar Awadhy \| 3 6 \| 0 6 \| \| \| \| 2 \| \| Stanley Armando Hamad Abbas Janahi \| 7 64 \| 2 6 \| 4 6 \| \| \| 3 \| \| Abdul Hakim Bin Jamaludin / Chee-Jun Leong Mahmoud-Nader Al Baloushi / Rashed Obaid Bushaqar \| 7 65 \| 7 62 \| \| \| |                                                                       |                                                                                              |                       |      |     |  |
| |                                                                       |                                                                                              | 1                     | 2    | 3   |  |
| 1 | Singapore (bandiera) · Emirati Arabi Uniti (bandiera)                 | Abdul Hakim Bin Jamaludin Omar Awadhy                                                        | 3 6                   | 0 6  |     |  |
| 2 | Singapore (bandiera) · Emirati Arabi Uniti (bandiera)                 | Stanley Armando Hamad Abbas Janahi                                                           | 7 64                  | 2 6  | 4 6 |  |
| 3 | Singapore (bandiera) · Emirati Arabi Uniti (bandiera)                 | Abdul Hakim Bin Jamaludin / Chee-Jun Leong Mahmoud-Nader Al Baloushi / Rashed Obaid Bushaqar | 7 65                  | 7 62 |     |  |

### Giordania vs. Birmania
| Giordania 1 | Al-Hussein Tennis Club, Amman, Siria 24 aprile 2010 Cemento (outdoor) | Al-Hussein Tennis Club, Amman, Siria 24 aprile 2010 Cemento (outdoor)       | Birmania 2 |     |     |  |
| \| \| \| \| 1 \| 2 \| 3 \| \| \| - \| \| --------------------------------------------------------------------------- \| ---- \| --- \| --- \| \| \| 1 \| \| Ahmed Ibrahim Ahmad Alhadid Zaw-Zaw Latt \| 65 7 \| 6 3 \| 2 6 \| \| \| 2 \| \| Mohammad Al Aisowi Phyo Min Thar \| 6 1 \| 4 6 \| 6 3 \| \| \| 3 \| \| Ahmed Ibrahim Ahmad Alhadid / Fawaz El Hourani Zaw-Zaw Latt / Phyo Min Thar \| 6 7 \| 3 6 \| \| \| |                                                                       |                                                                             |            |     |     |  |
| |                                                                       |                                                                             | 1          | 2   | 3   |  |
| 1 | Giordania (bandiera) · Birmania (bandiera)                            | Ahmed Ibrahim Ahmad Alhadid Zaw-Zaw Latt                                    | 65 7       | 6 3 | 2 6 |  |
| 2 | Giordania (bandiera) · Birmania (bandiera)                            | Mohammad Al Aisowi Phyo Min Thar                                            | 6 1        | 4 6 | 6 3 |  |
| 3 | Giordania (bandiera) · Birmania (bandiera)                            | Ahmed Ibrahim Ahmad Alhadid / Fawaz El Hourani Zaw-Zaw Latt / Phyo Min Thar | 6 7        | 3 6 |     |  |

## 5º-8º posto

### Qatar vs. Bahrein
| Qatar 1 | Al-Hussein Tennis Club, Amman, Siria 24 aprile 2010 Cemento (outdoor) | Al-Hussein Tennis Club, Amman, Siria 24 aprile 2010 Cemento (outdoor)                               | Bahrein 2 |     |   |  |
| \| \| \| \| 1 \| 2 \| 3 \| \| \| - \| \| --------------------------------------------------------------------------------------------------- \| ---- \| --- \| - \| \| \| 1 \| \| Jabor Mohammed Ali Mutawa Khaled Al Thawadi \| 0 6 \| 1 6 \| \| \| \| 2 \| \| Mousa Shanan Zayed Yusuf Ebrahim Ahmed Abdulla Qaed \| 6 3 \| 6 1 \| \| \| \| 3 \| \| Jabor Mohammed Ali Mutawa / Mousa Shanan Zayed Khaled Al Thawadi / Yusuf Ebrahim Ahmed Abdulla Qaed \| 60 7 \| 2 6 \| \| \| |                                                                       | |           |     |   |  |
| |                                                                       | | 1         | 2   | 3 |  |
| 1 | Qatar (bandiera) · Bahrein (bandiera)                                 | Jabor Mohammed Ali Mutawa Khaled Al Thawadi                                                         | 0 6       | 1 6 |   |  |
| 2 | Qatar (bandiera) · Bahrein (bandiera)                                 | Mousa Shanan Zayed Yusuf Ebrahim Ahmed Abdulla Qaed                                                 | 6 3       | 6 1 |   |  |
| 3 | Qatar (bandiera) · Bahrein (bandiera)                                 | Jabor Mohammed Ali Mutawa / Mousa Shanan Zayed Khaled Al Thawadi / Yusuf Ebrahim Ahmed Abdulla Qaed | 60 7      | 2 6 |   |  |

### Iraq vs. Turkmenistan
| Iraq 0 | Al-Hussein Tennis Club, Amman, Siria 24 aprile 2010 Cemento (outdoor) | Al-Hussein Tennis Club, Amman, Siria 24 aprile 2010 Cemento (outdoor)                         | Turkmenistan 3 |     |     |  |
| \| \| \| \| 1 \| 2 \| 3 \| \| \| - \| \| --------------------------------------------------------------------------------------------- \| --- \| --- \| --- \| \| \| 1 \| \| Hussein Albeer Aleksandr Ernepesov \| 1 6 \| 3 6 \| \| \| \| 2 \| \| Ali Khairi Hashim Al Mayahi Amankuli Begenjov \| 2 6 \| 6 3 \| 3 6 \| \| \| 3 \| \| Ahmed Hamzah Abdulhasan / Ali Khairi Hashim Al Mayahi Amankuli Begenjov / Aleksandr Ernepesov \| 2 6 \| 4 6 \| \| \| |                                                                       |                                                                                               |                |     |     |  |
| |                                                                       |                                                                                               | 1              | 2   | 3   |  |
| 1 | Iraq (bandiera) · Turkmenistan (bandiera)                             | Hussein Albeer Aleksandr Ernepesov                                                            | 1 6            | 3 6 |     |  |
| 2 | Iraq (bandiera) · Turkmenistan (bandiera)                             | Ali Khairi Hashim Al Mayahi Amankuli Begenjov                                                 | 2 6            | 6 3 | 3 6 |  |
| 3 | Iraq (bandiera) · Turkmenistan (bandiera)                             | Ahmed Hamzah Abdulhasan / Ali Khairi Hashim Al Mayahi Amankuli Begenjov / Aleksandr Ernepesov | 2 6            | 4 6 |     |  |

## Verdetti
Promossi al Group III 2011: Birmania, Emirati Arabi Uniti